# Cleistocactus strausii
Cleistocactus strausii – gatunek byliny z rodziny kaktusowatych. Pochodzi z wysoko położonych regionów górskich Boliwii i Argentyny. leżących ponad 3000 m nad poziomem morza.
Jest smukłym, wyprostowanym, szarozielonym kaktusem kolumnowym mogącym osiągać 3 m wysokości przy jedynie 6 cm w przekroju. Kolumna posiada około 25 żeber, gęsto pokrywają ją areole, wspierające po 4 żółtobrązowe ciernie dorastające 4 cm oraz 20 krótszych cierni radialnych. Kaktus preferuje glebę wolno przepuszczającą, silne nasłonecznienie, ale niezbyt wysokie temperatury. Potrafi przetrwać silne mrozy do -10 °C. W jego środowisku naturalnym otrzymuje latem dużo wody, zimą zaś prawie wcale. W uprawie zbyt obfite podlewanie w zimie może prowadzić do zgnicia korzeni. Starsze kaktusy, mierzące powyżej 45 cm, tworzą kwiaty późnym latem barwy głębokiej czerwieni bądź bordo. Długie na 6 cm cylindryczne kwiaty wystają poziomo z kolumny. Jak u innych przedstawicieli rodzaju Cleistocactus, kwiaty niezbyt się otwierają, jedynie pręciki i słupek wystają. Rośliny uprawiane często obficie kwitną. W Wielkiej Brytanii roślinę tę hoduje się często w szklarniach, zdobyła nagrodę Award of Garden Merit przyznawaną przez Royal Horticultural Society.

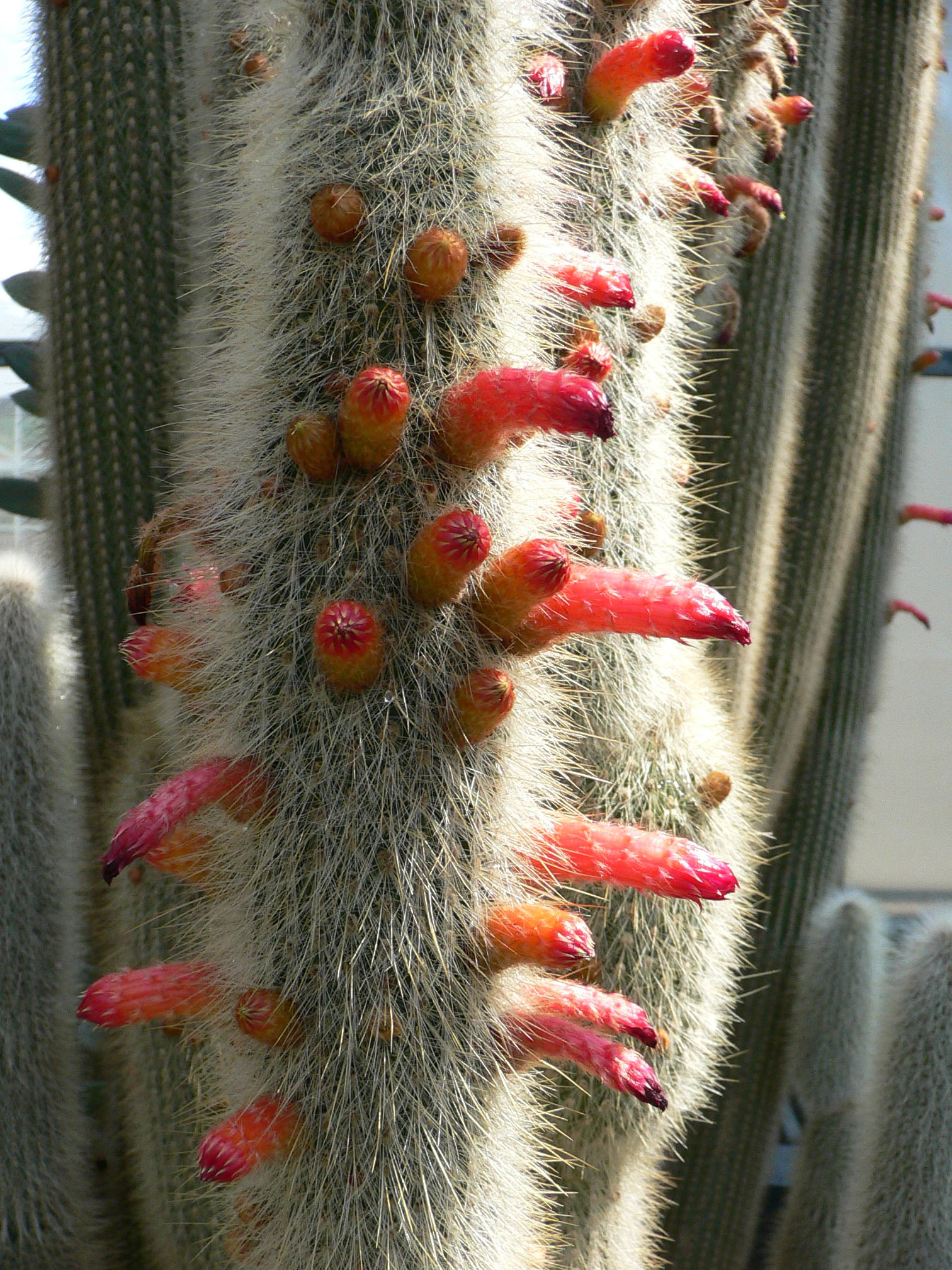
Kwiaty wyrastające poziomo z łodygi